# Jean Hey
Jean Hey, o Hay (ante 1475 – 1505 circa), è stato un pittore fiammingo naturalizzato francese, noto anche come il Maestro di Moulins.

## Biografia
Originario forse delle Fiandre, fu soprattutto attivo in Borgogna, dove lavorò tra il 1483 e il 1501. Prima di scoprirne il nome, la sua opera andava sotto il nome provvisorio di Maestro di Moulins, ordinata a partire dal Trittico di Moulins nella cattedrale della località francese, dipinto tra il 1499 e il 1501. Prima di tale lavoro aveva dipinto, fra l'altro,  un ritratto del cardinale Jean Rolin (1483) come parte della rappresentazione della Natività ad Autun.
Dal 1483 al 1485 lavorò per la casa di Borbone. L'unica sua opera firmata è del 1494 ed è un Ecce Homo nel Musée des Beaux-Arts di Bruxelles.
Stilisticamente i suoi lavori riflettono l'influenza soprattutto di Hugo van der Goes, di cui fu probabilmente allievo, quindi si può dire che faccia parte della scuola dei Primitivi fiamminghi.
Nel XIX secolo molte delle opere oggi a lui attribuite erano state riferite a Jan van Eyck o Hugo van der Goes.